# Zlomiska Zatoka

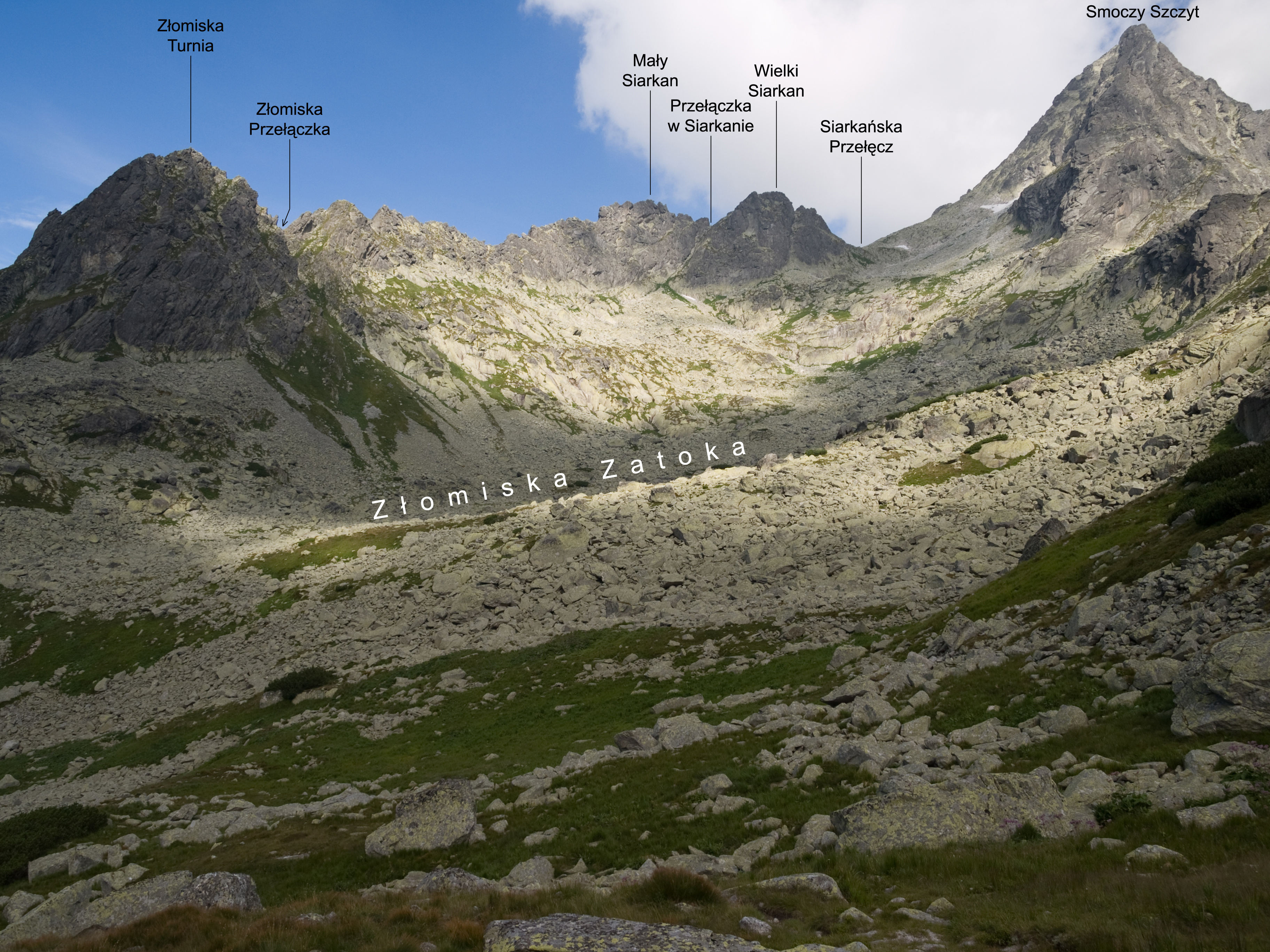

Złomiska Zatoka (słow. Kotlinka pod Dračím sedlom) – dolinka będąca jednym z odgałęzień Doliny Złomisk w słowackich Tatrach Wysokich. Otoczona jest przez Złomiską Turnię, Siarkana, Wysoką, Smoczy Szczyt i Szarpane Turnie.
Złomiska Zatoka znajduje się poza szlakami turystycznymi. Przechodzą nią jednak taternicy, prowadzi bowiem przez nią najłatwiejsza droga na Wysoką. Wejście na dobrze wydeptaną ścieżkę znajduje się przy czerwonym szlaku turystycznym na Przełęcz pod Osterwą. Jest tu słupek z tabliczką, na której jest napis: „Zakaz vstupu do prirodnej rezervacie...”. Przy nim odgałęzia się w północnym kierunku dobrze wydeptana ścieżka do Doliny Złomisk. Powyżej kosodrzewiny na Złomiskiej Równi na lewo odgałęzia się ścieżka do Smoczej Dolinki, a 100 m wyżej, również na lewo, ścieżka do Złomiskiej Zatoki.